# Grębków
Grębków è un comune rurale polacco del distretto di Węgrów, nel voivodato della Masovia.
Ricopre una superficie di 130,75 km² e nel 2004 contava 4 650 abitanti.